# Jens Hauser
Pour les articles homonymes, voir Hauser.
Jens Hauser (né en 1969) est un critique d'art contemporain, commissaire d'exposition et écrivain franco-allemand.

## Biographie
Commissaire de l'exposition L'Art Biotech au Lieu unique, Nantes, en 2003, Jens Hauser travaille actuellement sur des expositions axées sur le paradigme de « la peau comme interface technologique. » Il a écrit et donné des conférences sur l'interaction entre culture filmique et jeux vidéo, et sur la musique contemporaine. Ses activités d'enseignement sont soutenues par l'Institut Goethe. Depuis sa création en 1992, il a régulièrement collaboré avec la chaîne de télévision Arte, ainsi qu'avec plusieurs radios allemandes. Il a également participé à des projets aidant les personnes ayant une visibilité réduite à avoir accès à l'art et au cinéma.